# Етоко
Етоко (рос. Этоко) — село у Зольському районі Кабардино-Балкарії Російської Федерації.
Орган місцевого самоврядування — сільське поселення Етоко. Населення становить 845 осіб.

## Історія
Згідно із законом від 27 лютого 2005 року органом місцевого самоврядування є сільське поселення Етоко.

## Населення
| 2002 | 2010 | 2012 | 2013 | 2014 | 2015 | 2016 |
| ---- | ---- | ---- | ---- | ---- | ---- | ---- |
| 907  | ↘845 | ↘832 | ↗833 | ↗835 | ↗837 | ↘834 |
| 2017 | 2018 | 2019 | 2020 |      |      |      |
| ↘832 | ↘827 | ↘819 | ↘816 |      |      |      |